# Uli Borowka
Ulrich "Uli" Ernst Borowka (Menden, 19 de maio de 1962) é um ex-futebolista e treinador de futebol alemão que atuava como defensor.

## Carreira
Em clubes, destacou-se no Borussia Mönchengladbach e Werder Bremen entre 1981 e 1995, tendo atuado por 388 jogos (149 pelo Borussia, 239 pelo Werder) e marcando 19 gols.
Após deixar o clube do norte alemão, rodou por equipes de menor expressão - Tasmania Berlin, Hannover 96, Widzew Łódź, Oberneuland (onde acumulou ainda a função de treinador) e  Viktoria Rheydt, onde encerrou a carreira em 2000.
Além do Oberneuland, comandou ainda o Berliner AK e o Türkiyemspor, duas equipes de pequeno porte da capital alemã. Ele ainda chegou a ensaiar uma carreira de cantos, lançando em 2007 o single Dimple Minds, antes de voltar a dedicar-se ao futebol, trabalhando em categorias de base e ainda no marketing esportivo.

## Seleção Alemã
Borowka fez parte do elenco da Seleção Alemã-Ocidental que participou da Eurocopa de 1988. Pelo Nationalelf, atuou em 6 jogos, tendo passado ainda pelas equipes olímpica e Sub-21.